# Brian O'Brian
Brian O'Brian fue una Serie Original de Disney Channel. La serie esta coescrita y dirigida por Danny Kaplan y protagonizada por Brian Stepanek (Arwin en The Suite Life of Zack & Cody), quien también es coescritor de la serie. Los episodios son bocetos breves y cómicos, con menos de cinco minutos de duración.
La serie es producida en Cologno Monzese cerca de Milán, Italia.
La serie fue presentada por primera vez en las pausas comerciales durante el estreno de The Suite Life on Deck el 26 de septiembre de 2008 por Disney Channel en Estados Unidos. La serie finalmente estrenó el 3 de octubre de 2008 en esa región, y cuenta con 26 episodios para la primera temporada.
En Hispanoamérica, la serie fue anunciada por primera vez a inicios de febrero de 2009, y se estrenará el 16 de febrero del mismo año en Disney Channel Latinoamérica dentro del espacio Zapping Zone.
El personaje de Brian O'Brian es similar al personaje de Rowan Atkinson: Mr. Bean, pues no hay actores hablando en la serie, la comedia recae solo en las acciones, Efectos de Sonido, y gritos o gañidos ocasionales. No hay palabras escritas en escena, usando solamente imágenes como señales, instrucciones, etc., lo cual hace posible que el programa sea presentado en cualquier país, y en cualquier idioma con solo un pequeño cambio en los créditos.